# Museu Nacional da Estónia

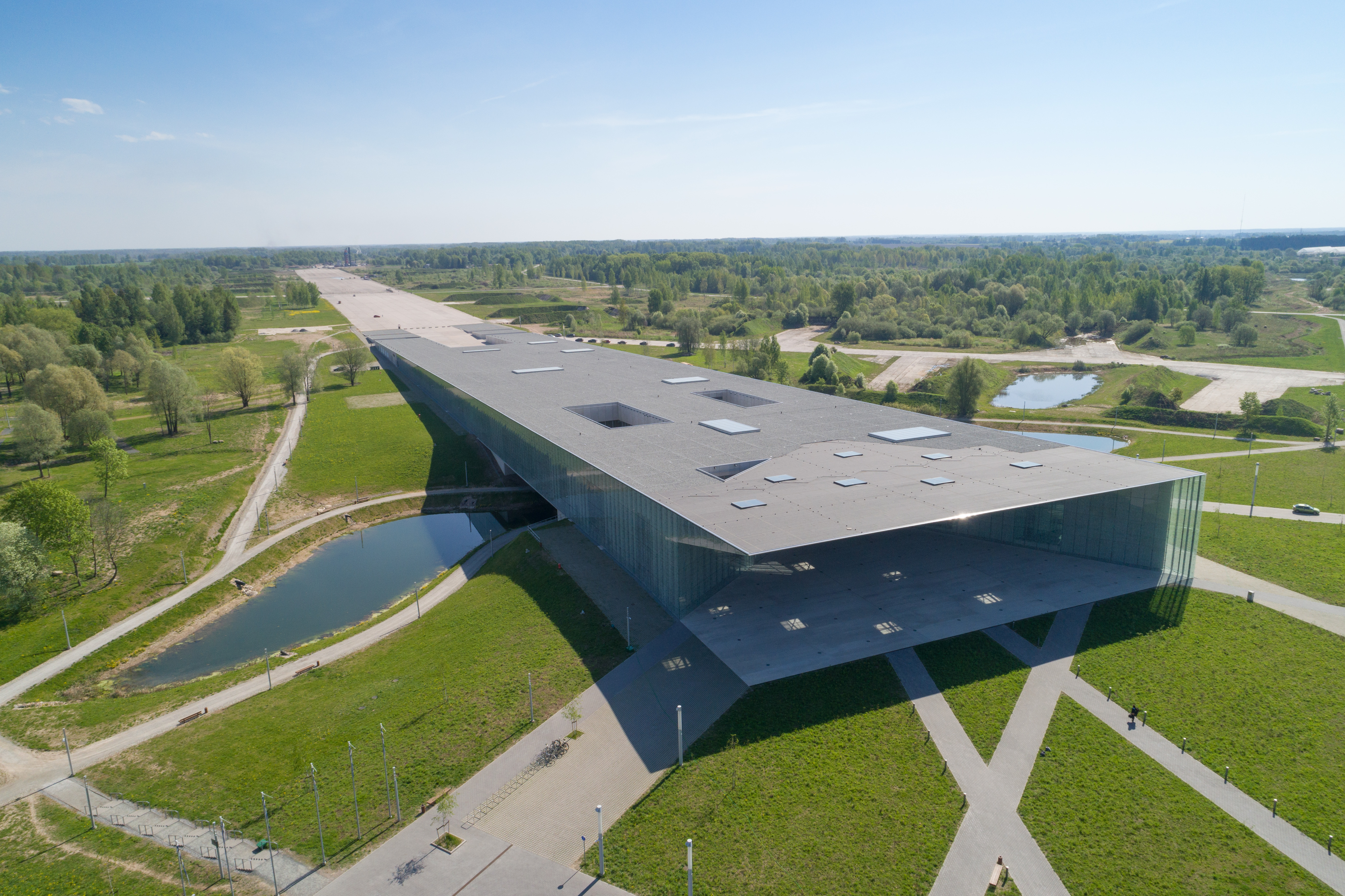
Edifício principal, inaugurado em 2016

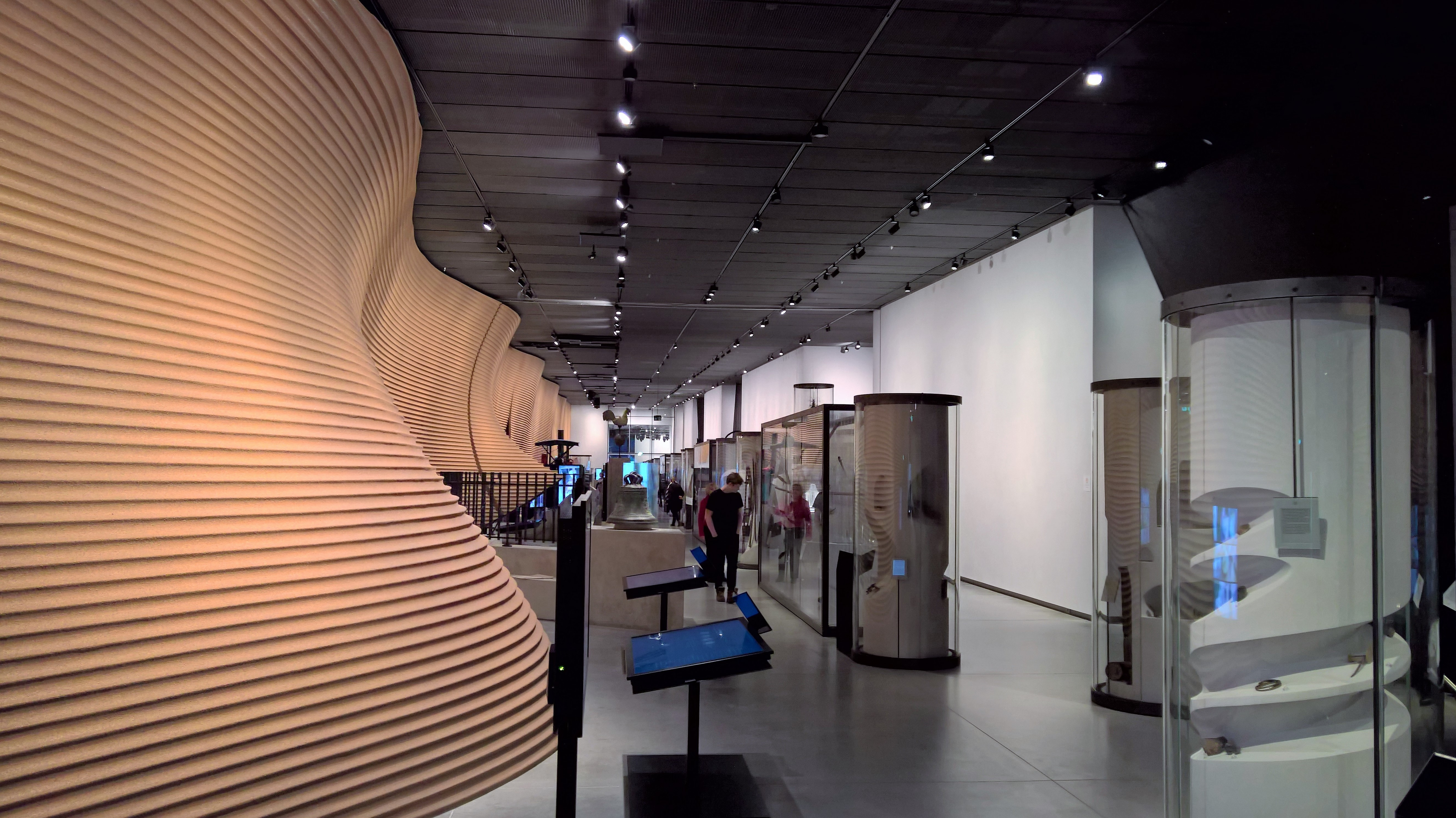
Dentro do salão principal de exposições

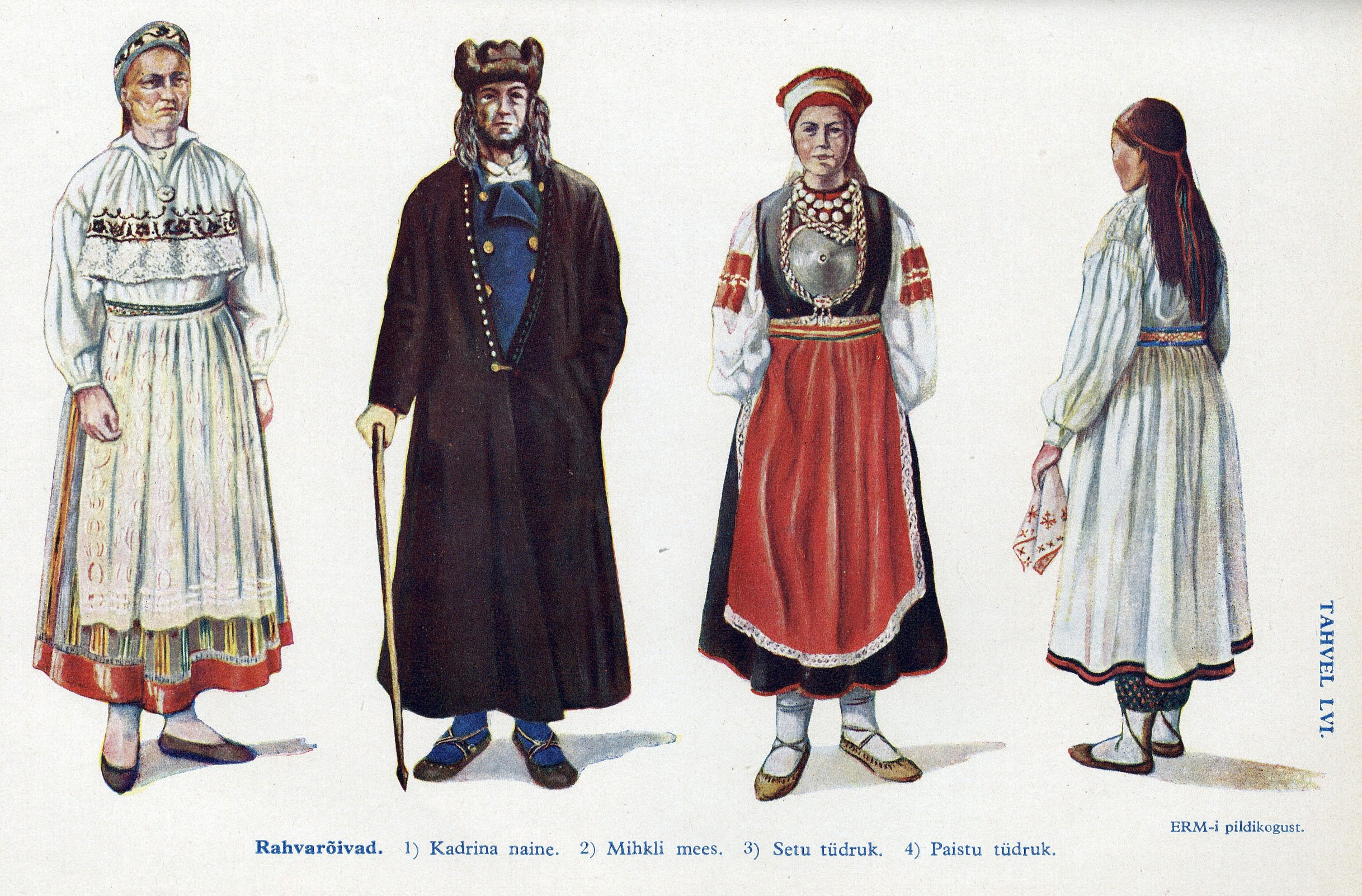
Trajes nacionais da Estónia:1. Kadrina 2. Mihkli 3. Seto 4. Paistu

O Museu Nacional da Estónia (em estoniano:  Eesti Rahva Muuseum) fundado em 1909 em Tartu, é um museu dedicado à herança do folclorista Jakob Hurt, à etnografia estoniana e à arte popular. Os primeiros itens para o museu foram originalmente coletados na última parte do século XIX.
O museu rastreia a história, vida e tradições do povo estoniano, apresenta a cultura e a história de outros povos fino-úgricos e das minorias na Estónia. Ele tem uma exibição abrangente de trajes nacionais tradicionais da Estónia de todas as regiões. Uma coleção de canecas de cerveja esculpidas em madeira ilustra as festas e feriados camponeses tradicionais. A exposição inclui uma série de outros artesanatos, de tapetes tecidos à mão a toalhas de mesa de linho.